# Richard Bradley (pilote automobile)
Pour les articles homonymes, voir Richard Bradley et Bradley.
Richard Bradley, né le 17 août 1991, est un pilote automobile britannique, il pilote notamment en prototype sur les courses d'endurance.

## Biographie
Richard Bradley commence la compétition automobile en 2010 par l'intermédiaire de la Formule BMW Pacific. Il termine premier du championnat dès sa première saison.
En 2011, il pilote dans le championnat du Japon de Formule 3 ainsi que dans le trophée international de Formule 3 de la FIA.
L'année suivante, il s'engage toujours dans le championnat du Japon de Formule 3 tout en pilotant en Championnat d'Europe de Formule 3.
Ensuite, il participe à la saison 2013 de Super Formula. La même année, sa carrière s'oriente vers l'endurance avec un engagement en Asian Le Mans Series 2013. Il effectue aussi une pige dans le Championnat du monde d'endurance.
Depuis 2014, il poursuit sa carrière dans ce championnat, terminant 3e lors de la saison 2014 et 2e la saison suivante. Par la même occasion, il participe à trois reprises aux 24 Heures du Mans.

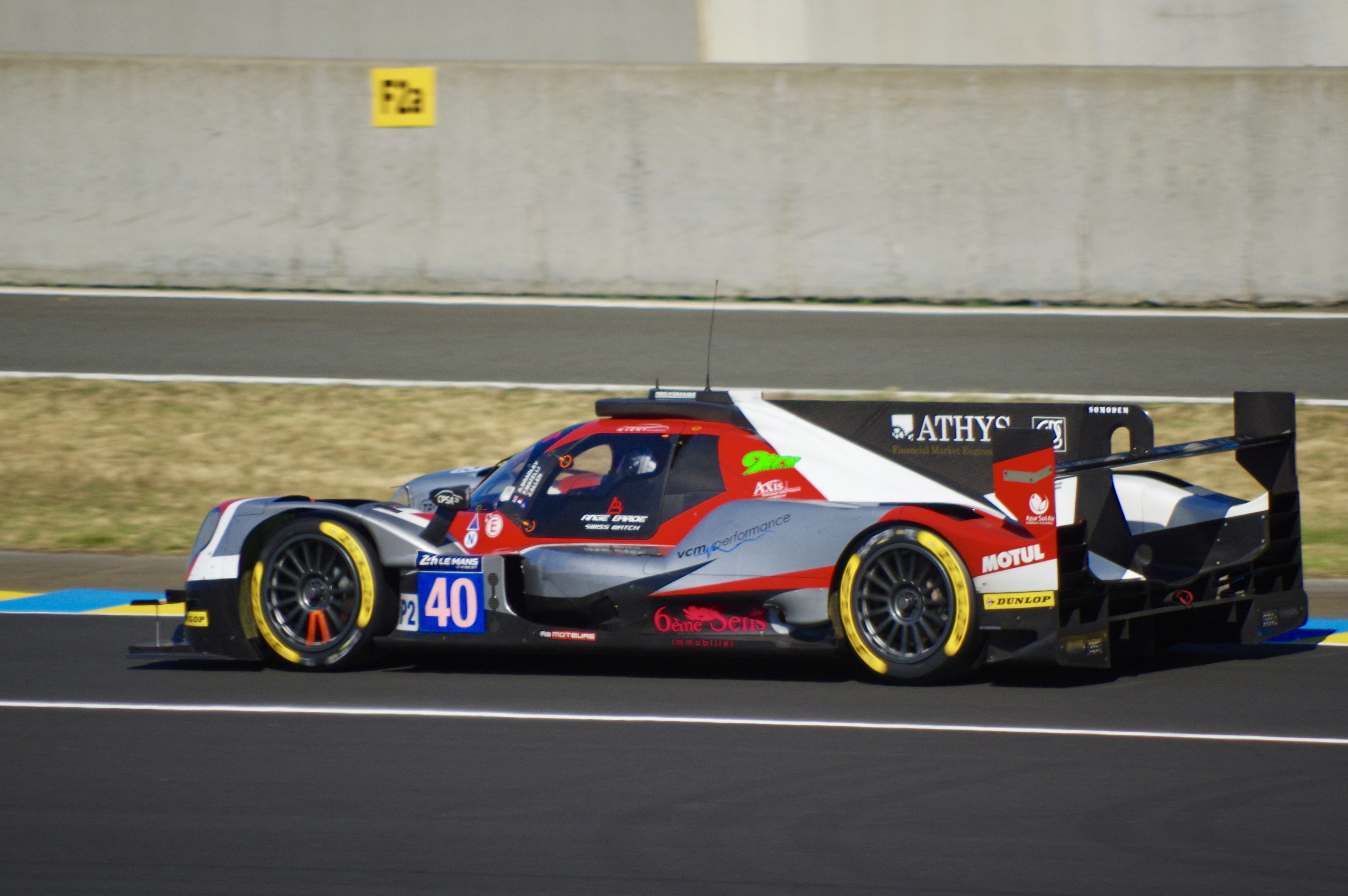
L'Oreca 07 n̟40de l'écurie Graff lors des 24 Heures du Mans

En 2017, après une saison au sein de l'écurie britannique Manor pour laquelle il avait participé au Championnat du monde d'endurance, Richard Bradley avait intégré l'écurie française Graff pour laquelle il avait participé au championnat European Le Mans Series aux mains d'une Oreca 07 dans la catégorie LMP2. Durant la saison, il avait eu comme coéquipiers James Allen, Franck Matelli et Gustavo Yacamán. Il remporta avec ses coéquipiers les deux derniers manches de la saison, les 4 Heures de Spa et les 4 Heures de Portimão, et marqua ainsi 86 points au championnat qui lui permirent de finir en 3e position du championnat pilote. Durant la saison, toujours avec l'écurie Graff, il participa également aux 24 Heures du Mans aux mains d'une Oreca 07 dans la catégorie LMP2 avec les mêmes coéquipiers avec qui il participait à l'European Le Mans Series.

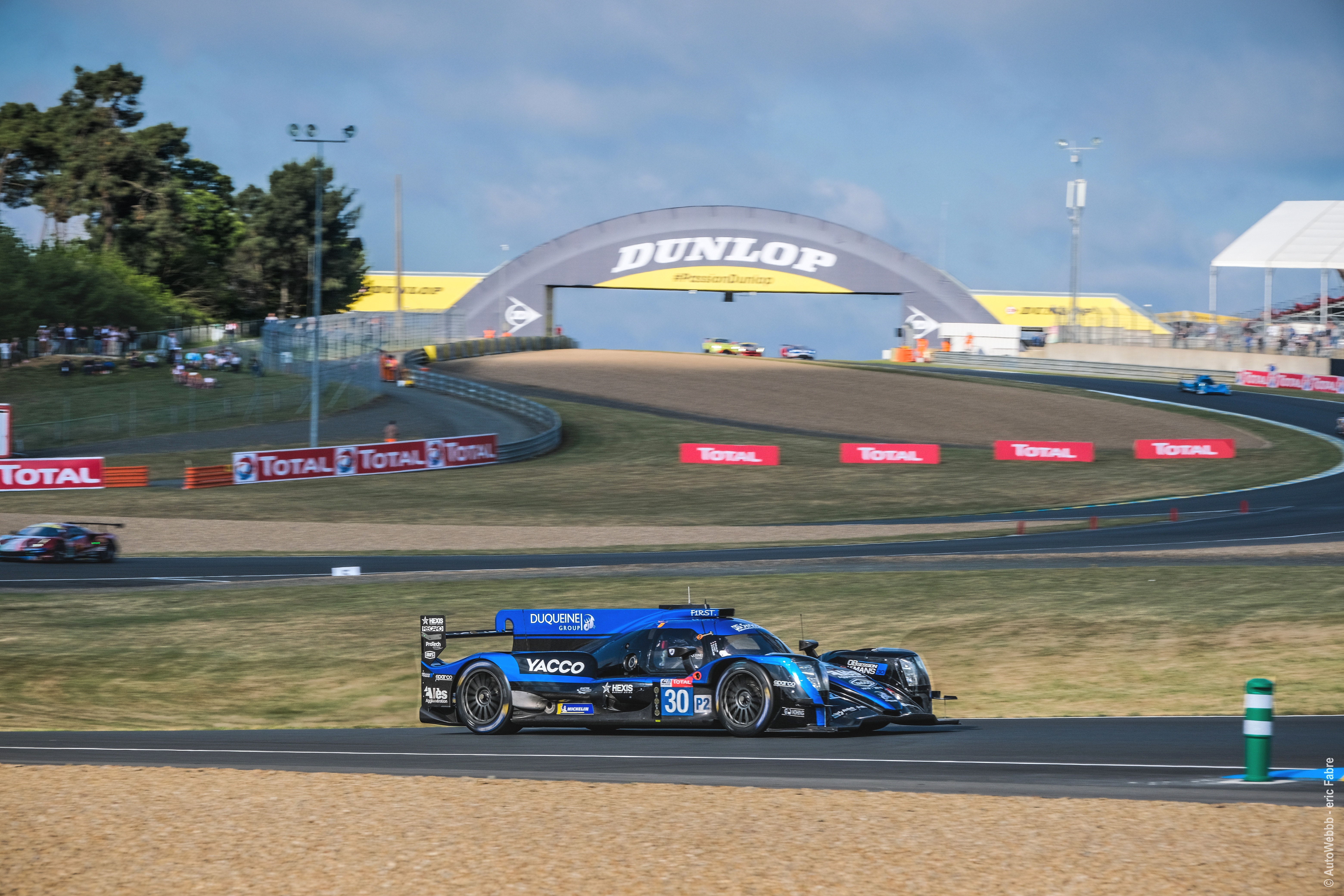
L'Oreca 07 de l'écurie Duqueine Engineering en 2019

En 2019, après avoir eu une année 2018 sans avoir participé à un moindre championnat, Richard Bradley s'était engagée avec l'écurie française Duqueine Engineering afin de participer au championnat European Le Mans Series aux mains d'une Oreca 07 dans le catégorie LMP2 avec comme coéquipiers les pilotes Pierre Ragues et Nicolas Jamin qui roulaient pour cette écurie depuis un an maintenant. Bien que l'écurie ait participé à ses premiers 24 Heures du Mans, Richard n'avait pas été retenu et avait été remplacé par Romain Dumas dans l'équipage de la voiture. Le point fort de la saison a été une 3e place lors des 4 Heures du Castellet mais malheureusement la voiture avait dû abandonner durant les 4 Heures de Silverstone et les 4 Heures de Portimão. Il marqua ainsi 45 points au championnat qui lui permirent de finir en 9e position du championnat pilote.
En 2019, Richard Bradley avait rejoint l'écurie française IDEC Sport championne en titre du précédent championnat European Le Mans Series et c'est avec comme coéquipiers Paul-Loup Chatin et Paul Lafargue qu'il avait pris part au championnat European Le Mans Series aux mains d'une Oreca 07 dans le catégorie LMP2. Du fait du titre de l'écurie l'année précédente, elle faisait partie des favorites pour cette nouvelle saison et elle avait également à cœur de bien figurer aux 24 Heures du Mans,. Malheureusement, à la suite d'une sortie de piste lors des essais des 24 Heures du Mans de Paul Lafargue, le châssis de l'Oreca 07 de l'écurie avait dû être changé et cela avait eu pour conséquence une non participation de l'écurie aux essais qualificatifs et un départ en dernière position avec un tour de retard sur le reste des concurrents. De ce fait, malgré une belle performance de l'écurie, le handicap de départ n'avait pas pu être remonté et la voiture avait fini la course en 6e position de la catégorie LMP2. La saison fût agilement décevante dans le championnat European Le Mans Series avec comme meilleure place une 6e position lors des 4 Heures de Monza.

## Palmarès
- 2010 (Formule BMW Pacific) : Champion
- 2015 (24 Heures du Mans) : Vainqueur, catégorie LMP2

## Résultats en compétition automobile

### Résultats aux 24 Heures du Mans

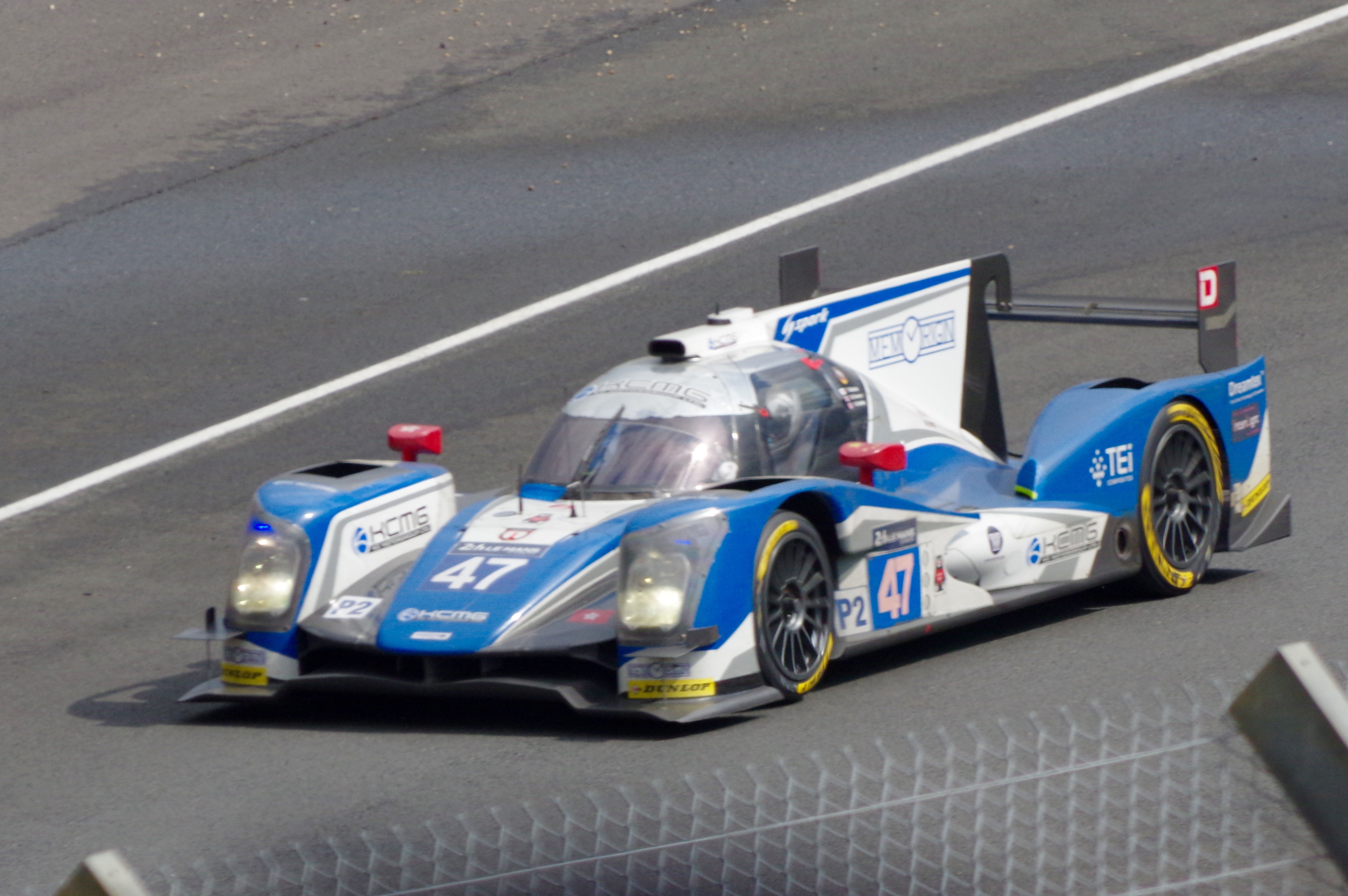
l'Oreca 05-Nissan n°47 de l'écurie KCMG pilotée par Tsugio Matsuda, Richard Bradley et Matthew Howson Lors des 24 Heures du Mans 2016

| Année | Équipe     | Équipiers                           | Voiture          | Classe | Tours | Pos. | Class Pos. |
| ----- | ---------- | ----------------------------------- | ---------------- | ------ | ----- | ---- | ---------- |
| 2014  | KCMG       | Matthew Howson Alexandre Imperatori | Oreca 03R-Nissan | LMP2   | 87    | Abd  | Abd        |
| 2015  | KCMG       | Matthew Howson Nicolas Lapierre     | Oreca 05-Nissan  | LMP2   | 358   | 9e   | 1er        |
| 2016  | KCMG       | Matthew Howson Tsugio Matsuda       | Oreca 05-Nissan  | LMP2   | 116   | Abd  | Abd        |
| 2017  | Graff      | James Allen Franck Matélli          | Oreca 07-Gibson  | LMP2   | 361   | 6e   | 5e         |
| 2020  | IDEC Sport | Paul-Loup Chatin Paul Lafargue      | Oreca 07-Gibson  | LMP2   | 366   | 10e  | 6e         |

### Résultats en Championnat du monde d'endurance FIA
| Année | Équipe | Classe | Voiture     | Moteur                 | 1     | 2     | 3       | 4        | 5        | 6        | 7     | 8     | 9      | Rang | Points |
| ----- | ------ | ------ | ----------- | ---------------------- | ----- | ----- | ------- | -------- | -------- | -------- | ----- | ----- | ------ | ---- | ------ |
| 2013  | KCMG   | LMP2   | Morgan LMP2 | Nissan VK45DE 4,5 L V8 | SIL   | SPA   | LMS     | SÃO      | CdA      | FUJ 6    | SHA   | BHR   |        | NC†  | 0†     |
| 2014  | KCMG   | LMP2   | Oreca 03    | Nissan VK45DE 4,5 L V8 | SIL 2 | SPA 2 |         |          |          |          |       |       |        | 3e   | 130    |
| 2014  | KCMG   | LMP2   | Oreca 03R   | Nissan VK45DE 4,5 L V8 |       |       | LMS Ret | CdA 1    | FUJ 2    | SHA Ret  | BHR 1 | SÃO 1 |        | 3e   | 130    |
| 2015  | KCMG   | LMP2   | Oreca 05    | Nissan VK45DE 4,5 L V8 | SIL 4 | SPA 3 | LMS 1   | NÜR 1    | CdA 2    | FUJ Ret  | SHA 3 | BHR 2 |        | 2e   | 155    |
| 2016  | Manor  | LMP2   | Oreca 05    | Nissan VK45DE 4,5 L V8 | SIL 6 | SPA 3 | LMS     | NÜR Abd. | MEX Abd. | CdA Abd. | FUJ 7 | SHA 9 | BHR 10 | 17e  | 33     |

† Bradley étant un pilote invité, il était inéligible aux points.

### European Le Mans Series
| Année | Écurie               | Châssis   | Moteur                              | Classe | 1        | 2     | 3     | 4        | 5       | 6        | Position | Points |
| ----- | -------------------- | --------- | ----------------------------------- | ------ | -------- | ----- | ----- | -------- | ------- | -------- | -------- | ------ |
| 2015  | Eurasia Motorsport   | Oreca 03R | Nissan VK45DE 4,5 l V8 Atmo         | LMP2   | SIL      | IMO   | RBR   | LEC Abd. | EST     |          | 21e      | 0      |
| 2017  | Graff                | Oreca 07  | Gibson GK428 4,2 l V8 atmosphérique | LMP2   | SIL 4    | MON 8 | RBR 4 | SIL 6    | SPA 1   | POR 1    | 3e       | 86     |
| 2019  | Duqueine Engineering | Oreca 07  | Gibson GK428 4,2 l V8 atmosphérique | LMP2   | LEC 3    | MON 6 | BAR 4 | SIL Abd. | SPA 5   | ALG Abd. | 9e       | 45     |
| 2019  | Duqueine Engineering | Oreca 07  | Gibson GK428 4,2 l V8 atmosphérique | LMP2   | LEC 5    | MON 6 | BAR 7 | SIL Abd. | SPA 5   | POR Abd. | 9e       | 45     |
| 2020  | IDEC Sport           | Oreca 07  | Gibson GK428 4,2 l V8 atmosphérique | LMP2   | LEC Abd. | SPA 7 | LEC 7 | MON 6    | POR 10  |          | 10e*     | 21     |
| 2021  | Algarve Pro Racing   | Oreca 07  | Gibson GK428 4,2 l V8 atmosphérique | LMP2   | BAR 11   | RBR 8 | LEC 7 | MON 10   | SPA Nc. | POR 3    | 13e      | 27.5   |
| 2021  | Duqueine Team        | Oreca 07  | Gibson GK428 4,2 l V8 atmosphérique | LMP2   | LEC      | IMO   | HUN   | BAR      | SPA     | POR      | *        | *      |

N.B. * Saison en cours. Les courses en " gras  'indiquent une pole position, les courses en "italique" indiquent le meilleur tour de course.

### Asian Le Mans Series
| Année     | Ecurie             | Châssis      | Moteur                      | Classe | 1     | 2        | 3     | 4        | Position | Points |
| --------- | ------------------ | ------------ | --------------------------- | ------ | ----- | -------- | ----- | -------- | -------- | ------ |
| 2015-2016 | Eurasia Motorsport | Ligier JS P2 | Nissan VK45DE 4,5 l V8 Atmo | LMP2   | SHA   | FUJ 3    | THA 4 | SEP Abd. | 7e       | 27     |
| 2016-2017 | WIN Motorsport     | Ligier JS P3 | Nissan VK50VE 5,0 l V8 Atmo | LMP3   | ZHU 6 | FUJ      | THA   | SEP      | 16e      | 9      |
| 2017-2018 | WIN Motorsport     | Ligier JS P3 | Nissan VK50VE 5,0 l V8 Atmo | LMP3   | ZHU 5 | FUJ Abd. | THA 3 | SEP 3    | 5e       | 40     |